# August Eigruber

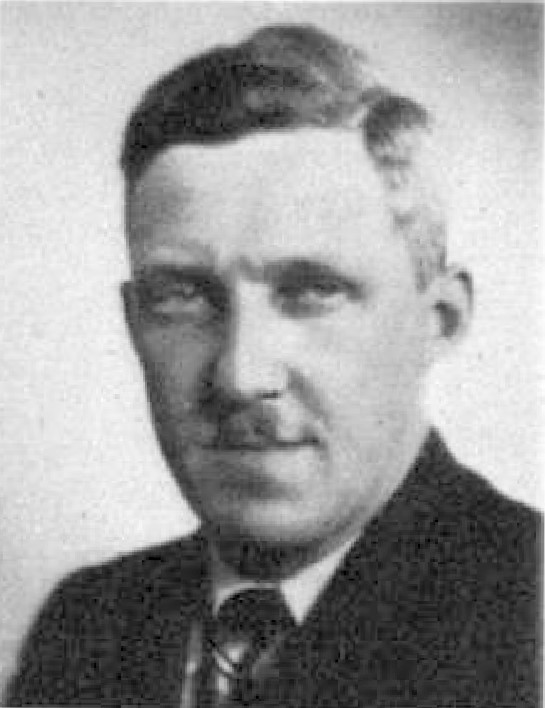
August Eigruber (1938)

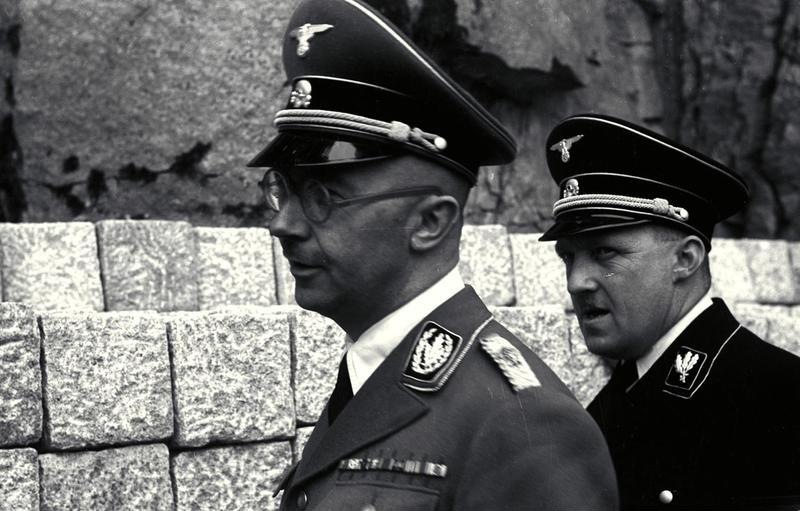
August Eigruber (rechts im Bild) mit Heinrich Himmler, KZ Mauthausen 1941

August Eigruber (* 16. April 1907 in Steyr; † 28. Mai 1947 in Landsberg am Lech) war ein österreichischer Politiker (NSDAP). Er war Mitglied des Reichstags und Gauleiter von Oberdonau und Landeshauptmann von Oberösterreich. Er war maßgeblich in verschiedene nationalsozialistische Verbrechen, u. a. im Konzentrationslager Mauthausen, involviert.

## Leben
August Eigruber war ein unehelich geborener Sohn der Gemischtwarenhändlerin Aloisia Eigruber. Nach dem Besuch der Volks- und Mittelschule absolvierte er eine Ausbildung zum Vermessungstechniker und Feinmechaniker an der österreichischen Bundeslehranstalt für Eisen- und Stahlbearbeitung. Danach war er in seinem Beruf tätig.
Im November 1922 trat er als Mitglied der Nationalsozialistischen Arbeiterjugend Österreichs bei, deren Führer er 1925 wurde. Zum 18. April 1928 trat er der NSDAP bei (Mitgliedsnummer 83.432) und übernahm deren Bezirksleitung für Steyr-Land im Oktober 1930. Zudem war er örtlicher Kreisleiter.
Wegen seiner Betätigung für die in Österreich verbotene NSDAP wurde Eigruber 1934 zu einigen Monaten Haft verurteilt, die er unter anderem im Anhaltelager Wöllersdorf in den Wöllersdorfer Werken verbrachte.
Ab Mai 1935 war Eigruber Gaugeschäftsführer der nun illegalen Partei im Gau Oberösterreich und übernahm ab 1936 die komplette Gauleitung. Beim „Anschluss Österreichs“ wurde er am 14. März 1938 zum Landeshauptmann ernannt. Seit dem 10. April 1938 fungierte Eigruber zusätzlich als Ministerialrat. Von April 1938 bis zum Ende der NS-Herrschaft im Frühjahr 1945 saß er als Abgeordneter für Österreich im nationalsozialistischen Reichstag.
Kurz zuvor, im März 1938, war Eigruber in die SA eingetreten, in der er den Rang eines Brigadeführers innehatte. Am 12. März 1938 schloss er sich zudem der SS als Standartenführer an (SS-Nummer 292.778), wurde im Januar 1939 zum Brigadeführer, 1940 zum Gruppenführer und im Juni 1943 zum Obergruppenführer befördert.
Am 1. April 1940 wurde er als Reichsstatthalter von Oberdonau eingesetzt und im November 1942 zum Reichsverteidigungskommissar. Zudem war Eigruber bei der Steyr-Daimler-Puch AG im Aufsichtsrat.
Eigruber war ein persönlicher Freund und Vertrauter Hitlers und durfte als einer von wenigen diesen sogar mit dem Vornamen ansprechen.
Anfang Mai 1945 floh er nach Kirchdorf an der Krems und verbarg sich in der Folge. Am 10. August konnte er beim oberösterreichischen St. Pankraz durch eine US-Einheit verhaftet werden. Im Mauthausen-Hauptprozess wurde er zum Tode verurteilt und am 28. Mai 1947 hingerichtet.

## Verantwortung für Endphaseverbrechen
Die im Frühjahr 1944 in der Stadt Freistadt im oberösterreichischen Mühlviertel gebildete Widerstandsgruppe Neues freies Österreich wurde im Herbst des Jahres durch die Gestapo aufgedeckt und unter Folter verraten. Am 9. und 10. Oktober kam es in Freistadt zur Verhaftung von mehr als 50 Männern und Frauen. Wegen Hochverrats verurteilte der Volksgerichtshof in Linz zehn der Angeklagten zum Tode, von denen acht am 1. Mai 1945 auf dem Truppenübungsplatz Treffling erschossen wurden. Die Hinrichtungen waren auch nach Maßstäben der NS-Gesetzlichkeit illegal, weil über die Gnadengesuche noch nicht beschieden war. An diesem Tag wurden dort noch drei weitere Männer und eine Frau einer Linzer Widerstandsgruppe sowie eine Frau wegen Plünderung hingerichtet. Die Erschießungen erfolgten auf Betreiben von Gauleiter Eigruber, der die Justizbeamten massiv zur Ausstellung der hierfür notwendigen Anordnungen gedrängt hatte.
Am 28. April 1945 wurden durch Hitlerjugend und Volkssturm sechs Männer aus dem Mühlviertler Peilstein erschossen, die eine Panzersperre weggeräumt hatten. Der Volkssturm unterstand der Befehlsgewalt des Gauleiters.
Im Verlauf der sogenannten Mühlviertler Hasenjagd wurden vom 2. bis 4. Februar 1945 etwa 500 aus dem KZ Mauthausen geflohene sowjetische Kriegsgefangene ermordet. Neben SS-Verbänden des Konzentrationslagers, die die Mehrzahl der Verbrechen begingen, waren auch SA-Abteilungen und Volkssturm beteiligt, die auf Befehl des Gauleiters handelten.
Im April 1945 ordnete Eigruber die Ermordung der 42 Oberösterreicher der „Welser Gruppe“ im KZ Mauthausen an, die am 28. April 1945 vollzogen wurde.

## Versuch, die in Altaussee eingelagerten Kunstschätze zu sprengen
Am 10. April 1945 wurden dem Altausseer Salzbergwerk, in dem 22.000 Kunstwerke eingelagert waren, darunter 6.500 Gemälde, im Auftrag von Gauleiter Eigruber vier Kisten mit der Aufschrift „Vorsicht Marmor, Nicht stürzen!“ zugeliefert. 

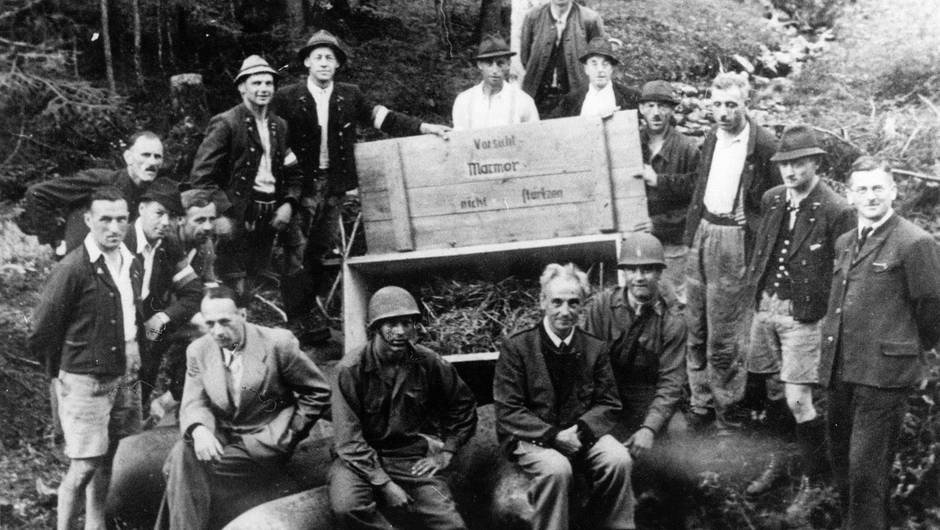
Gruppenfoto nach der Bergung der in Holzkisten verpackten 500-kg-Bomben aus dem Salzbergwerk Altaussee, Mai 1945

 Drei Tage später wurden nochmals vier Kisten geliefert, angeblich mit Kunstgegenständen aus dem persönlichen Besitz des Gauleiters. Tatsächlich enthielten die Kisten jedoch amerikanische 500 kg Blindgängerbomben, wie der Betriebsleiter Otto Högler (1901–1973) und Mitarbeiter erkannten. Am Abend des 3. Mai 1945 hatte Högler von dem sich in der Nähe befindenden Ernst Kaltenbrunner (Chef der Sicherheitspolizei und des SD) die Erlaubnis erreicht, die im Bergwerk eingebrachten Sprengbomben entfernen zu dürfen. Er hatte dabei darauf aufmerksam gemacht, dass der zu erwartende Wassereinbruch die dort gelagerten Kunstschätze zerstören würde. Auch die jahrhundertealte Erwerbsgrundlage der Altausseer ginge verloren. Um Mitternacht gab Eigruber den Gegenbefehl. Die Bomben sollten bleiben, er würde sonst nach Altaussee kommen und die Beteiligten hängen lassen. Er würde auch Kaltenbrunner verhaften lassen. Um 1:45 Uhr des folgenden Tages erreichte Högler Kaltenbrunner telefonisch. Im Anschluss kam es, ebenfalls telefonisch, zu einer erregten Auseinandersetzung zwischen Kaltenbrunner und Eigruber, bei der Letzterer schließlich nachgab. Eigrubers Bomben wurden entfernt und der Salineneingang kontrolliert gesprengt; die Kunstschätze waren damit gerettet. Am 17. Mai 1945 war der Zugang geräumt und ab dem 14. Juni konnte damit begonnen werden, die Kunstwerke aus dem Bergwerk abzutransportieren.

## Verbrechen im KZ Mauthausen
Im Mauthausen-Hauptprozess wurde Eigruber mit 60 weiteren Beschuldigten vor einem US-Militärgericht ab Ende März 1946 im Internierungslager Dachau angeklagt. Eigruber bekleidete keine Funktion im KZ Mauthausen. Dennoch „stand er seit 1938 ...in enger Verbindung mit der Lager SS“, und gemeinsam mit Ernst Kaltenbrunner bestimmte er „maßgeblich die Stellenbesetzung in Mauthausen“. Als zuständiger Gauleiter und Leiter des Ernährungsamtes in Oberösterreich war er für die katastrophale Ernährungslage der Häftlinge hauptverantwortlich. Das Schloss Hartheim, in dem invalide Häftlinge im Rahmen der Aktion 14f13 vergast wurden, war von ihm zur Verfügung gestellt worden. Ende April befahl er die Hinrichtung von 42 Widerstandskämpfern der „Welser Gruppe“, die am 28. April 1945 in Mauthausen vergast wurden. Eigruber wurde am 13. Mai 1946 wegen seiner Verantwortung für die Verbrechen im KZ Mauthausen zum Tode durch den Strang verurteilt und am 28. Mai 1947 im Kriegsverbrechergefängnis Landsberg hingerichtet.
Die Urteilsbegründung des Dachauer Gerichts vom 30. April 1947 zählt detailliert die Taten auf, die Eigruber angelastet wurden:

„Ein Zeuge hatte gehört, dass er mit Bezug auf einige wieder eingefangene Russen [gemeint ist die sog. Mühlviertler Hasenjagd] gesagt habe, ‚alle diese Schweine sind zu erledigen‘. Ein Zeuge berichtete, dass Eigruber anwesend war, als im Herbst 1944 40 Österreicher [die Welser Gruppe] ankamen; alle außer einem wurden später hingerichtet. Ein weiterer Zeuge habe ihn bei 12 bis 16 Gelegenheiten gesehen, einmal am 7. September 1944, als die Österreicher in das Lager gebracht wurden, und einmal im Januar 1945 in der Nacht der Ankunft von 20 oder 22  Anglo-Amerikanern [sic!], welche, wie allgemein bekannt im Lager, später liquidiert wurden. Der einzige Überlebende aus der Österreicher-Gruppe, die im späteren April vergast wurde, bezeugte: Wenige Tage nach ihrer Ankunft im Lager habe Eigruber sich an sie gewandt, Drohungen brüllend und harte Behandlung versprechend. Er habe vor und nach dem Vergasen gehört, dass Eigruber den Befehl hierzu gegeben hat. Zwei Zeugen bestätigten, dass Eigruber anwesend war, als in der Nacht des 5. April 1945 zwei Amerikaner, ein Engländer und neun andere durch Genickschuss getötet wurden. Einer der beiden Zeugen sagte aus, dass unmittelbar vor der Exekution eines der Männer, Eigruber die Verurteilung zum Tode im Namen Himmlers verkündet habe.“

Auch einige der Mitangeklagten belasteten laut Urteilsbegründung Eigruber schwer:

„SS-Obersturmführer Johann Altfuldisch sagte aus, dass seit Februar 1945 der Lagerkommandant unter direkter Aufsicht des Angeklagten stand, und dass er davor wegen seines SS-Ranges erheblichen Einfluss hatte. SS-Obersturmführer Johannes Grimm bestätigte, dass der Angeklagte verschiedene Tötungen inspiziert und Gefangene zu den Tötungen gebracht hat. SS-Unterscharführer Josef Niedermayer erwähnte die Erschiessung von einem Dutzend Menschen, einschließlich zweier Engländer, fünf Polen, einem Belgier und einem Russen durch den Angeklagten und den Lagerkomandanten um 4 Uhr morgens im April 1945, beide in betrunkenem Zustand. SS-Oberscharführer Andreas Trum sagte schließlich aus, dass Eigruber persönlich im Frühling 1943 die Erschießung von neun Tschechen geleitet habe.“

## Braunau am Inn
In der Endphase des Krieges lag die oberste Kommandogewalt nicht mehr in den Händen der Wehrmacht, sondern der Gauleiter (Reichsverteidigungskommissar). Gauleiter Eigruber
befahl einige Wochen vor dem Eintreffen von US-Truppen am Inn dem zuständigen Wehrmachtoffizier in Braunau, die Brücke (oder die Straßenbrücke und die Eisenbahnbrücke) über den Inn zu sprengen.
US-General Augur drohte Braunau mit der Zerstörung, falls sie am 2. Mai 1945 um 12 Uhr noch nicht kapituliert hätte. Eigruber beharrte hartnäckig auf ihrer Verteidigung („Braunau ist unter allen Umständen zu halten. Wie, das ist mir gleich!“). Dies war offensichtlich sinnlos. Zuvor war Hitlers Tod öffentlich gemeldet worden; Massendesertationen wurden gemeldet.
Eine Delegation (darunter Hauptmann Danzinger, Adjutant von Major Wilhelm Grünwaldt, als militärischer Parlamentär) fuhr zu Augur; dieser akzeptierte die Übergabe.

## Familie
August Eigruber war verheiratet; das Paar hatte fünf Kinder. Sein Sohn Hermann Eigruber (1930–2013) wurde Politiker (FPÖ) und war 1983 bis 1990 FPÖ-Abgeordneter im Nationalrat.

## Schriften
- Ein Gau wächst ins Reich. Das Werden Oberdonaus im Spiegel der Reden des Gauleiters August Eigruber. Wels 1942.
- Hitlers Vernichtungsbefehle. Die Geheimprotokolle von August Eigruber. Herausgegeben von Julian Pastor. Friedrich-Muckermann-Zentrum, Fellbach 2023.